# 腰骨藤属
腰骨藤属（学名：Ichnocarpus）是夹竹桃科下的一个属，为木质藤本植物。该属共有约18种，分布于印度、马来西亚和大洋洲。

## 物种
本属包括以下物种：
- 腰骨藤 Ichnocarpus frutescens
- 少花腰骨藤 Ichnocarpus jacquetii
- 麻栗坡少花藤 Ichnocarpus malipoensis
- 小花藤 Ichnocarpus polyanthus